# Муравін Лев Давидович
Лев Давидович Мура́він (нар. 5 листопада 1906, Бєлгород — пом. 25 листопада 1974, Москва) — український радянський скульптор і педагог; член Спілки радянських художників України з 1938 року, член і відповідальний секретар Спілки художників Казахської РСР з 1942 року.

## Біографія
Народився 23 жовтня [5 листопада] 1906 року в місті Бєлгороді (нині Росія). Протягом 1924—1929 років навчався на скульптурному факультеті Харківського художнього інституту у Леонори Блох. З 1939 року викладав у ньому. Протягом 1943–1949 років — доцент кафедри скульптури Київського художнього інституту; одночасно працював відповідальним секретарем секції художників Товариства культурних зв'язків із закордоном.
1951 року виїхав до Москви. У 1961–1963 роках очолював майстерні, працював заступником головного скульптора Управління проектування Палацу Рад. Помер в Москві 25 листопада 1974 року. Похований в Москві на Введенському кладовищі (ділянка № 25).

## Творчість
Працював у галузі монументальної і станкової скульптури. Використовував гіпс, шамот, теракоту, вапняк, бронзу, граніт. Серед робіт:
- багатофігурні групи «Героїка громадянської війни» та «Героїка соціалістичного будівництва» (1939, спільно з Михайлом Лисенком, 1-а премія конкурсу художнього оформлення Радянського павільйону для Всесвітньої виставки у Нью-Йорку; металізований цемент);

рельєфи
- «Червоноармієць» (1930, бетон);
- «Захисники Москви» (1944, бронза; станція метро «Бауманська» у Москві);

пам'ятники
- Феліксу Дзержинському в смт Штерівці Луганської області (1933, бетон; у співавторстві з Яковом Ражбою);
- 61 комунарові у Миколаєві (1936, бронза, граніт; у співавторстві з Михайлом Лисенком);
- Поліні Осипенко в Бердянську (1941, бронза, граніт; у співавторстві з Михайлом Лисенком, архітектор Рудольф Клікс);
- Лесі Українці (1947, алюміній; встановлено у 1964 році у Луцьку);
- Григорію Котовському у Кишиневі (1948, у співавторстві);
- Володимиру Леніну біля Старобешівської ДРЕС (1969—1970, алюміній, штучний камінь);
- Володимиру Леніну в Актюбінську (1962—1963)[2];

портрети
- «Олександр Пушкін» (1935, гіпс; 1-а премія Всеукраїнської художньої виставки, 1936; Одеський художній музей);
- «Олександр Богомолець» (1945, бронза; Національний художній музей України);
- «Партизан» (1945);
- «Олександр Палладін» (1946, гіпс; Національний художній музей України);
- «Володимир Маяковський» (1948);
- «Ванда Василевська» (1950, мармур);
- «Робітник» (1953);
- «Робітниця» (1953);
- «Шанхайська студентка» (1955);
- «Федір Тютчев» (1971);
- «Олександр Пушкін у циліндрі» (1971);
- «Викрадення Європи» (1971);
- «Прометей» (1972);
- «Михайло Лермонтов» (1973);

композиції
- «Праця», «Наука» (фасад Палацу культури у Варшаві; обидві — 1954);
- «Ми славимо мир» (1959, Москва, для Центрального парку культури і відпочинку імені Горького);
- «Російська зима» (1960, Москва);
- «Фаетон» (1972);
- «Люди з легенди. Подвиг міліціонерів Владивостока» (1972);
- «Троянський кінь» (1973);
- монумент «Дружба» (1955, співавтор Лев Кербель, Шанхай, Китай);

проекти пам'ятників
- «Звільнення Києва від інтервентів» (1938);
- «Перемога» (1947, у співавторстві; для Сталіно, 1-а премія);
- «Жертвам фашизму в Освенцимі» (1958).

Брав участь у мистицьких виставках з 1935 року. Персональна посмертна виставка відбулася у Москві у 1976 році. Учасник Міжнародного конкурсу на проект пам'ятника Тарасу Шевченку в Харкові (1933, у співавторстві з Яковом Ражбою).
Окремі роботи скульптора зберігаються в Національному художньому музеї України у Києві, Національному музеї у Львові, Одеському і Харківському художніх музеях, Державній Третьяковській галереї у Москві.

## Відзнаки
- Заслужений діяч мистецтв УРСР з 1943 року;
- Нагороджений медаллю «За доблесну працю у Великій Вітчизняній війні 1941—1945 рр.» (1945)[2].